# Bosanski sandžak
Bosanski sandžak (turško Bosna Sancağı) je bil eden od sandžakov Osmanskega cesarstva, ustanovljen leta 1463 po padcu Kraljevine Bosne. Isa-beg Isaković je bil prvi sandžak-beg. V obdobju med letoma 1463 in 1580 je bil sestavni del Rumelijskega ejaleta. Leta 1580 je Ferhad-paša Sokolović ustanovil Bosanski pašaluk in Bosanski sandžak je postal njegova glavna provinca. Med letom 1864 in avstro-ogrskim zavzetjem oziroma priključitvijo leta 1878 je bil del Bosanskega vilajeta, ki je po upravnih reformah leta 1864 nasledil ejalet (pašaluk). Čeprav je bil bosanski vilajet do leta 1908 uradno del Otomanskega cesarstva, je Bosanski sandžak dejansko prenehal obstajati leta 1878.

## Ustanovitev Bosanskega sandžaka
Po osvojitvi Bosne in Hercegovine so Osmani pristopili k ustanovitvi Bosanskega sandžaka, ki so ga sestavljala osvojena ozemlja bosanskega kralja, območja Pavlovićev in Kovačevićev in okupirani del ozemlja Hercega ki so preoblikovani v vilajete in priključeni obstoječim vilajetom v Raški in Bosni.
Za prvega bosanskega sandžakbega je bil postavljen Mehmed-beg Minetović od 1463 do 1464, za njim je imenovan Isa-beg Isaković. V Sarajevu je Minetoglu Mehmed-beg zgradil džamijo ter ustanovil  sklad za potrebe financiranje delovanja džamije. Formirana je mahala, ki se imenuje kot mahala Minetzad-bega Mehmeda. Po njegovi smrti ne na njegovo mesto imenovan Gazi Isa-beg. Med leti 1464 in 1469 je bil Isa-beg Isaković sandžak-beg Bosanskega sandžaka. Imel je velike posesti v vilajetih: Jeleč, Zvečan, Hodidjed, Sjenica, Ras, Skopje i Kalkondelen (Tetovo). Zgodnji osmanski vilajeti in območja v stari Raški: Zvečan, Jeleč, Ras, Sjenica, Moravica in Nikšići, so bili šele leta 1464 pretvorjeni v istoimenske nahije in priključeni Bosanskemu sandžaku, ko je sandžakbegom tega sandžaka postal Isa-beg Isaković.

### Ofenziva Ogrske in Benetk
Kmalu po osmanski osvojitvi Bosne sta Ogrska in Benetke 12. septembra 1463 s pomočjo papeža sklenili alijanso proti Osmanov in  začele z napadom v začetku 1463.  Ogrske enote so v Bosno vdrle preko Save pri Gradiški in osvojile Ključ zatem pa Jajce. Vojaške akcije ogrskega kralja Matije Korvina je na jugu podprl herceg Štefan s svojimi sinovi, ki so osvojili velik del jugozahodne Bosne in zaprli pristop Jajcu, in zatem vpadli na območje Pavlovićev in Kovačevićev, ter osvojili devet gradov in prišli v bližino Srebrenice.
Zaradi takšne situacije je sultan v začetku leta 1464 prišel v Bosno in se z vojsko namenil na Jajce. Mesto je sultan neuspešno oblegal od 12. julija do 22. avgusta 1464, ko se je umaknil. Takrat je Matija Korvin napadel severovzhodno  Bosno z namero, da formira obrambno linijo od Beograda do Jajca. Glavni njegov cilj je bil Zvornik - ključ Drine. V pohodu proti Zvorniku je ogrski kralj osvojil Srebrenik in še tri gradove, a je brez uspeha oblegal mesto Zvornik.
Rezultat teh vojskovanj je bil, da je prišla severna Bosna (Donji krajevi in Usora) pod ogrsko oblast, med tem ko je sultanu ostala vzhodna in osrednja Bosna. Matija Korvin je na osvojenih ozemljih oblikoval dve banovine: jajaško in srebreniško.
Tako je teritorij Bosanskega sandžaka že v prvih mesecih njegovega obstoja znatno zmanjšan. Na vzhodu in severovzhodu je mejil na smederevski sandžak, v srednjem Podrinju je prešel Drino in obsegal Srebrenico, Zvornik, Kušlat in Šubin. Na severu je Bosanski sandžak mejil z ogrskim področjem v omenjenih banovinah. Med osmansko in ogrsko posestjo je dolgo časa obstajal zelo širok pas nikogaršnje zemlje, tako da so, npr. leta 1469 najsevernejše utrjene osmanske točke bile Ključevac v nekdanjem območju Kovačevićev, Vranduk na Bosni in Susid na Vrbasu.

### Ponovno širjenje Bosanskega sandžaka
Osmansko osvajanje na območju Bosne se je nadaljevalo v času bosanskega sandžakbega Isa-bega Isakovića. Izkoristil je družinske spore med Hercegom in njegovimi sinovi, in z vojsko pod njegovim poveljstvom in njegovih vojvod Ismaila in Ahmeda vdrl v juliju 1465 na Hercegovu ozemlje in hitro prodrl do meje z Dubrovnikom. V turške roke so najprej prišli Mileševac, Samobor, Prilep, in potem še ostala mesta na vzhodu. Do konca leta 1465 so padli Hercegovi gradovi na vzhodu in v Podrinju. V septembru tega leta so bili v turških rokah Lug (stari grad), Ljubomir, Popovo, Žurovići in Pocrnje, v oktobru Uskoplje in Bijela, v novembru Vrsinje (Zupci), Gacko in Kuti. 
Do decembra so Turki zavzeli še Cernicu. Naslednjega leta pa še Korita, Banjane in Riđane. Leta 1467  so Turki gospodarili v Trebinju. Po 3. juniju 1466 so Osmani osvojili Blagaj, in do maja 1468 še Ključ. Ozemlje in gradove, ki so jih odvzeli hercegu Štefanu in njegovim sinovom od začetka svoje ofenzive do začetka 1470 so Osmani združili v en vilajet, ki so ga pripojili sosednjem Bosanskem sandžaku. Neposredno upravo v posameznih nahijah v Hecegovini so izvajale vojvode Bosanskega sandžaka Isa-bega Isakovića. V začetku leta 1470 je bil od osvojenih ozemelj v Hercegovini oblikovan poseben hercegovski sandžak.

## Uprava sandžaka - sandžakbegi
1. Mehmed-beg Minetović, 1464
2. Isa-beg Isaković, 7. februar 1464–1470
3. Ajas paša, 1470–1474
4. Sinan-beg, 1474
5. Arnaut Davud-beg, 1474–1475
6. Bali-beg Malkočević (turško Bali Bey Malkoçoğlu), 1475–1477
7. Skender paša, 1477–1479
8. Kodža Davud-paša, 1479–1480
9. Skender paša, 1480–1482
10. Jahja-beg, 1482–1483
11. Ajas paša, 1483–1484
12. Mehmed-beg Ishaković, 1484–1485
13. Sinan-beg, 1485–1490
14. Hadum Jakub-paša, 1490–1493
15. Jahja-paša, 1493–1495
16. Feriz-beg, 1495–1496 [2]
17. Skender-paša Mihajlović, 1498–1505
18. Feriz-beg, 1505–1512
19. Sinan-paša Borovinić, 1512–1513
20. Junuz-beg, 1513 - 14. april 1515
21. Mustafa-paša Skenderpašić, 14. oktober 1515 – 17. april 1516
22. Gazi Hasan-beg, 17. april 1516 – 1517
23. Gazi Mehmed-beg Mihajlović (turško Gazi Mehmed Bey Mihalzade), 1517–1519
24. Gazi Bali-beg Jahjapašić, 1519 – 15. september 1521
25. Gazi Husrev-beg, 15. september 1521 – 1525
26. Gazi Hasan-beg, 1525–1526
27. Gazi Husrev-beg, 1526–1534
28. Ulama paša, 1534–1536
29. Gazi Husrev-beg, 1536 – 18. junij 1541
30. Ulama paša, 18. junij 1541 – 1547
31. Sophie Ali-beg, 1547–1549
32. Muhamed-han Zulkadrić (turško Muhamed Han Zulkadrioğlu), 1549–1550
33. Hadim Ali-beg 1550–1551
34. Sufi Mehmed paša, 1551–1553
35. Hadim Gazi Ali paša, 1553
36. Malkoč-beg Dugalić, 1553–1554
37. Kara Osman-kan, 1554–1555
38. Kara Mustafa-beg Sokolović, 1555–1557
39. Hamza-beg Biharović, 1557–1561
40. Hasan-beg Sokolović, 1561–1562
41. Sinan-beg Boljanić, 1562–1564
42. Mustafa-beg Sokolović, 1564–1566
43. Mehmed-beg Sokolović, 1566–1568
44. Ferhad-beg Desisalić, 1568 – 25. junija 1568
45. Mehmed-beg Sokolović, 25. junij 1568 – 1574
46. Gazi Ferhad-paša Sokolović (turško Ferhad Bey Sokollu), 1574–1580